# Роданская Республика
Роданская республика, официально Республика Вале (фр. République du Valais; нем. Republik Wallis) — дочерняя республика Франции, существовавшая с 1802 по 1810 год во франкоязычной части Швейцарии, во время Наполеоновских войн на территории, соответствующей современному швейцарскому кантону Вале.

## История
Роданская республика уже была предусмотрена в марте 1798 года генералом Гийомом Брюном, командующим французскими войсками в Швейцарии, как одна из трех республик-преемников Старой Швейцарской Конфедерации (две другие — Тельгови и Гельветическая республика). Роданская республика Брюна включала бы современные кантоны Во, Вале, Тичино, Фрибур и часть Берна (Оберланд) со столицей в Лозанне. Однако эта идея была отложена. В 1798 году, когда войска генерала Наполеона Бонапарта вторглись в Швейцарию, франкоговорящее население Нижнего Вале провозгласило Революционную Республику Вале (16 марта), которая была быстро включена (1 мая) в Гельветическую республику.
Гельветическая республика какое-то время хорошо служила целям Наполеона, пока не стала охвачена внутренними раздорами и спорами и не стала нестабильной. В то же время, будучи первым консулом, Наполеон чувствовал необходимость лучше защитить стратегический Симплонский перевал в Вале после битвы при Маренго в 1800 году как проход из Франции в Италию, учитывая трудности пересечения Альп через перевал Большой Сен-Бернар, также в Вале. Хотя и неохотно, власти Гельветов приняли разделение Вале, которое произошло 28 августа 1802 года, в договоре, подписанном в Сионе и Бехе Францией, Итальянской республикой, Гельветической республикой и Республикой Вале. Третья статья договора подтверждала французскую оборону и контроль над Симплонским перевалом.
Наполеон быстро приказал разработать маршрут, который соединит Париж с Миланом, столицей Итальянской республики, но работы велись медленно. В 1806 году дорога была официально открыта, хотя еще не достроена. Франсуа-Рене де Шатобриан был назначен французским министром в Вале в ноябре 1803 года, но как роялист ушел в отставку в марте 1804 года после казни герцога Ангиенского французскими властями. Его сменил Жозеф Эшассерио, который занимал этот пост с июля 1804 года по октябрь 1806 года, когда он написал «Lettre sur le Valais et sur les moeurs de ses Residents» («Письмо о Вале и нравах его жителей»).

### Аннексия Францией

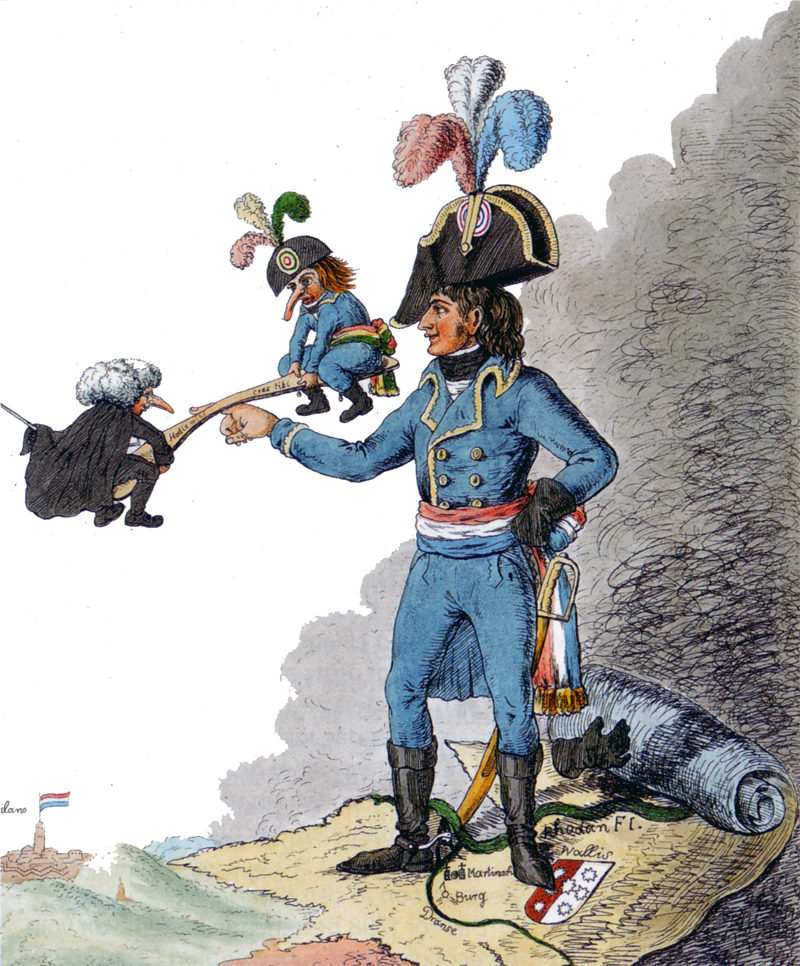
Политическая карикатура на Наполеона, контролирующего Вале и «уравновешивающего» консервативные и революционные фракции на качелях. Герб Вале ошибочно показан с семью звездами вместо двенадцати.

Императорским указом от 12 ноября 1810 года Наполеон присоединил к Французской империи территорию Республики Вале в качестве департамента под названием Симплон. В указе он оправдывал аннексию:
Принимая во внимание, что Симплонская дорога, соединяющая Империю с нашим Итальянским королевством, полезна более чем для шестидесяти миллионов человек; что это стоило нашим сокровищам во Франции и Италии более чем восемнадцати миллионов, расходы, которые стали бы бесполезными, если бы торговля не могла найти там удобства и полную безопасность;
Что Вале не выполнил ни одного из обязательств, взятых на себя, когда мы начали работу по открытию этого великого сообщения;
Желая, кроме того, положить конец анархии, поразившей эту страну, и пресечь оскорбительные претензии на суверенитет одной части населения по отношению к другой.
С распадом Империи во время Войны шестой коалиции департамент был оккупирован австрийскими войсками в конце декабря 1813 г. В августе 1815 года Вале вошел в состав новой Швейцарской Конфедерации как кантон.